# Антени для наземного цифрового телебачення
Анте́на для цифрово́го назе́много телеба́чення — є телевізійною антеною, що сприяє прийому сигналу у смугах частот метрового діапазону 174—230 МГц і дециметрового діапазону 470—862 Мгц.
Цифрове наземне телебачення в Україні здійснюється у форматі DVB-T2. Мовлення загальнонаціональних мультиплексів MX-1, MX-2, MX-3 та MX-5 здійснюється на дециметрових хвилях 470—862 Мгц і відповідно потребує дециметрової антени, що підсилює ці частоти.
У 2022 році планувалось запустити загальнонаціональний мультиплекс MX-7 на метрових частотах 174—230 МГц, але цим планам перешкодила війна. Запланований мультиплекс критикують за те, що для його прийому потрібна антена метрового діапазону, якої може не бути в наявності у телеглядача.
Для наземного цифрового телебачення цілком годиться переважна більшість антен, що використовувались для прийому аналогового сигналу.
На сьогодні[коли?] у населення здебільшого використовуються т.з. «польські» антени, багатоелементні антени типу «хвильовий канал» та логоперіодичні антени. Всі вони зможуть використовуватися і надалі.
Цифровий телевізійний сигнал для своєї трансляції потребує практично на порядок менших потужностей у порівнянні з нині існуючим аналоговим сигналом. Завдяки цим властивостям цифрового сигналу напруженість електромагнітного поля в місцях його прийому, навіть при існуючих передавачах, буде забезпечена значно більша, ніж донині. Це дозволить використовувати для приймання цифрового сигналу кімнатні телевізійні антени у багатьох місцевостях, в яких до цього використовуються для телеприйому громіздкі і важкі зовнішні антени.
Від виробників телеантен слід очікувати появи нових з підвищеною ефективністю кімнатних телеантен, широке застосування яких дозволить відмовитися від зовнішніх антен, що суттєво покращить вигляд фасадів і дахів житлових будинків.